# 川瀬透
川瀬 透（かわせ とおる、1960年5月2日 - ）は日本の財務官僚。

## 来歴
福島県白河市出身。1984年明治大学政治経済学部卒業、東北財務局入局。東北財務局総務部長、関東財務局総務部長、九州財務局長を経て、大東京信用組合参与、明治大学社会連携機構委員。

## 略歴
- 1987年4月：東北財務局入局[2][4]
- 2007年7月：関東財務局理財部金融監督官
- 2009年7月：金融庁監督局総務課協同組織金融室長
- 2010年7月：関東財務局管財第二部長
- 2011年7月：関東財務局東京財務事務所長
- 2013年7月：東北財務局総務部長
- 2014年7月：関東財務局管財第一部長
- 2015年7月：関東財務局総務部長
- 2017年3月：兼関東財務局金融安定監理官
- 2017年7月：国家公務員共済組合連合会総務部長
- 2018年6月：九州財務局長
- 2019年7月：財務省大臣官房付
- 2019年12月：大東京信用組合総務企画部付参与[5]
- 2020年：明治大学社会連携機構委員[3]